# Earth 2 (album)
| Đánh giá chuyên môn | Đánh giá chuyên môn |
| Nguồn đánh giá      | Nguồn đánh giá      |
| Nguồn               | Đánh giá            |
| ------------------- | ------------------- |
| Allmusic            | [ 1 ]               |

Earth 2: Special Low Frequency Version là album phòng thu đầu tay của ban nhạc drone metal Earth. Album này được sản xuất bởi Earth và Stuart Hallerman, phát hành ngày 3 tháng 2 năm 1993, qua Sub Pop Records. Đây là một album có nhiều ảnh hưởng lên sự phát triển của nhạc drone và drone metal. Earth 2 được xem là một "cột mốc" bởi Dayal Patterson của Terrorizer, ông mô tả: "một trận lũ dài 75 phút, 3 track của tiếng hồi âm và biến âm guitar đã đánh dấu nên bản thiết kế cho thứ mà tay guitar Dylan Carlson vào thời đó gọi là 'ambient metal'"

## Tiếp nhận
Ned Raggett của Allmusic cho album 5 sao, viết: "Nếu Carlson và tay bass của anh ta, trong trường hợp này Dave Harwell, không phải câu trả lời của Sub Pop đối với những tay guitar giống như của Godflesh, Main, và Skullflower, Earth vẫn cực kỳ gần với điều đó, tạo nên một tác phẩm mà thậm chí Melvins còn cảm thấy kỳ lạ." Ông mô tả track cuối cùng là "hoàn toàn ambient, tràn ngập sự đe dọa và tiếng fuzz."

## Danh sách track
| STT              | Nhan đề                          | Thời lượng |
| ---------------- | -------------------------------- | ---------- |
| 1.               | "Seven Angels"                   | 15:38      |
| 2.               | "Teeth of Lions Rule the Divine" | 27:04      |
| 3.               | "Like Gold and Faceted"          | 30:31      |
| Tổng thời lượng: | Tổng thời lượng:                 | 73:13      |

## Thành phầm tham gia
- Dylan Carlson – guitar
- Dave Harwell – guitar bass
- Joe Burns – bộ gõ trong "Like Gold and Faceted"